# صوتك كنز (برنامج)
صوتك كنز هو برنامج غناء ومواهب للاطفال حتى عمر 12 سنة، يتألف من 3 مراحل، المرحلة الأولى مرحلة الهاتف حيث يتصل المشارك على الرقم الخاص ببلده ويسجل معلومات عن اسمه وعمره وبلده ورقم هاتفه وينشد مقطع من الاغنية التي يحبها.

## بداية البرنامج
انطلق الموسم الأول من البرنامج في 8 مارس 2012 في جميع أنحاء العالم على قناة طيور الجنة ويقدمه إبراهيم السيلاوي. أما حكام المرحلة الأولى فكان إلى جانب خالد مقداد كل من المنشدين محمد بشار وعمر الصعيدي. في الموسم الثالث، حل كل من براء العويد ومراد شريف مكان محمد بشار وعمر الصعيدي بعد ترك الأخيرين القناة.

## الفائزين في جميع المواسم
| رقم | اسم الفائز/الفائزة | البلد    |
| --- | ------------------ | -------- |
| 1   | طيف الزهراني       | السعودية |
| 2   | أمينة كرم          | المغرب   |
| 3   | شهاب الشعراني      | اليمن    |
| 4   | مؤمن الجناني       | لبنان    |

## كنز الموسم الأول (كنز 1)
| المركز | اسم المتسابق/المتسابقة | البلد    | رقم التصويت |
| ------ | ---------------------- | -------- | ----------- |
| 1      | طيف الزهراني           | السعودية | 8           |
| 2      | محمد جديدة             | لبنان    | 5           |
| 3      | فداء محمد              | السعودية | 7           |
| 4      | ملاك إسماعيل           | فلسطين   | 6           |
| 5      | أنفال العلوي           | عُمان     | 10          |
| 6      | سيف الله مجدي          | مصر      | 9           |
| 7      | راما آغا               | سوريا    | 4           |
| 8      | مجد أبو خرمة           | الأردن   | 3           |
| 9      | مؤمن القصبي            | الكويت   | 1           |
| 10     | شيماء محمح             | سوريا    | 2           |

- المزيد عن كنز 1

| رقم التصويت | الاسم         | البلد    | أغنية البرايم الأول          | أغنية البرايم الثاني | أغنية البرايم الثالث |
| ----------- | ------------- | -------- | ---------------------------- | -------------------- | -------------------- |
| 1           | مؤمن القصبي   | الكويت   | "صلوا على هادينا، محمد بشار" |                      |                      |
| 2           | شيماء محمح    | سوريا    | "أحلى سهرة، ديمة بشار"       |                      |                      |
| 3           | مجد أبو خرمة  | الأردن   | "بين المزح والجد، ديمة بشار" |                      |                      |
| 4           | راما آغا      | سوريا    | عالمايا                      | فصول الأخلاق         |                      |
| 5           | محمد جديدة    | لبنان    | أبو قلب طيب                  | ويلي دلعونة          | بنحبك يا وطنا        |
| 6           | ملاك إسماعيل  | فلسطين   | عالنور                       | مين قدك              | أن تدخلني ربي الجنة  |
| 7           | فداء محمد     | السعودية | كتير بحبكم                   | عجيب أمرك            | وين أيامنا           |
| 8           | طيف الزهراني  | السعودية | باب الكريم                   | ما تسلم              | أصحاب                |
| 9           | سيف الله مجدي | مصر      | عالشط                        | طلع البدر علينا      |                      |
| 10          | أنفال العلوي  | عُمان     | بالسلامة                     | فوق الحرم            |                      |

## كنز الموسم الثاني (كنز 2)
| المركز | اسم المتسابق/المتسابقة | البلد    | رقم التصويت |
| ------ | ---------------------- | -------- | ----------- |
| 1      | أمينة كرم              | المغرب   | 8           |
| 2      | آمنة السامعي           | اليمن    | 9           |
| 3      | شيماء حدارة            | لبنان    | 6           |
| 4      | رنا هشام               | مصر      | 5           |
| 5      | جوري البادي            | السعودية | 1           |
| 6      | لجين مشيش              | الجزائر  | 7           |
| 7      | ليان سميح              | الأردن   | 4           |
| 8      | كامل ترمنيني           | سوريا    | 2           |
| 9      | محمد قاسم الطردي       | الأردن   | 3           |
| 10     | رزان محمد (انسحاب)     | السعودية | 10          |

- المزيد عن كنز 2

| رقم التصويت | الاسم            | البلد    | أغنية البرايم الأول | أغنية البرايم الثاني | أغنية البرايم الثالث | أغنية البرايم الرابع |
| ----------- | ---------------- | -------- | ------------------- | -------------------- | -------------------- | -------------------- |
| 1           | جوري البادي      | السعودية | سعودية حيها         | جنة يا وطنا          | صلى الله على محمد    | —                    |
| 2           | كامل ترمنيني     | سوريا    | بنحبك يا وطنا       | —                    | —                    | —                    |
| 3           | محمد قاسم الطردي | الأردن   | عالمايا             | —                    | —                    | —                    |
| 4           | ليان سميح        | الأردن   | دفتر الذكريات       | ويلي دلعونة          | —                    | —                    |
| 5           | رنا هشام         | مصر      | سنة ورا سنة         | أن تدخلني ربي الجنة  | يما مويل الهوى       | —                    |
| 6           | شيماء حدارة      | لبنان    | يا دلي              | يا لبنان             | طل علينا             | باب الكريم           |
| 7           | لجين مشيش        | الجزائر  | أحلى سهرة           | أصحاب                | —                    | —                    |
| 8           | أمينة كرم        | المغرب   | صوت الآذان          | لما نستشهد           | عالنور               | بالسلامة             |
| 9           | آمنة السامعي     | اليمن    | أبو قلب طيب         | على عيني             | قوي قلبك             | هوى اليمن            |
| 10          | رزان محمد        | السعودية |                     |                      |                      |                      |

## كنز الموسم الثالث (كنز 3)
| المركز | اسم المتسابق/المتسابقة | البلد    | رقم التصويت |
| ------ | ---------------------- | -------- | ----------- |
| 1      | شهاب الشعراني          | اليمن    | 6           |
| 2      | وردة الفاخري           | ليبيا    | 9           |
| 3      | ريم عثمان              | السودان  | 7           |
| 4      | أحمد الكيالي           | الأردن   | 5           |
| 5      | عمر الحاج              | لبنان    | 3           |
| 6      | نور داود               | السعودية | 1           |
| 7      | أمجد هواش              | فلسطين   | 10          |
| 8      | لجين قشير              | الأردن   | 4           |
| 9      | لازاورد محمد           | سوريا    | 8           |
| 10     | شموس التويجري (انسحاب) | السعودية | 2           |

- المزيد عن كنز 3

| رقم التصويت | الاسم                  | البلد    | أغنية البرايم الأول | أغنية البرايم الثاني | أغنية البرايم الثالث | أغنية البرايم الرابع |
| ----------- | ---------------------- | -------- | ------------------- | -------------------- | -------------------- | -------------------- |
| 1           | نور داود               | السعودية | كوني أمينة          | دفتر الذكريات        | من مصروفي            | —                    |
| 2           | شموس التويجري (انسحاب) | السعودية | —                   | —                    | —                    | —                    |
| 3           | عمر الحاج              | لبنان    | مدينة               | لما نستشهد           | صلوا على هادينا      | —                    |
| 4           | لجين قشير              | الأردن   | تحقق حلمي           | يلي ما بدو           | —                    | —                    |
| 5           | أحمد الكيالي           | الأردن   | راجع يا بلاد        | بنحبا فلسطين         | طبعا بنحبك يا أردن   | الله يا مولانا       |
| 6           | شهاب الشعراني          | اليمن    | آخر النهار          | بالسلامة             | بنحبك يا وطنا        | عيني تحن             |
| 7           | ريم عثمان              | السودان  | السودان             | صور                  | يما مويل الهوى       | عيوني تشتاقلو        |
| 8           | لازاود محمد            | سوريا    | أبو قلب طيب         | —                    | —                    | —                    |
| 9           | وردة الفاخري           | ليبيا    | باب الكريم          | ليش                  | يا سميع              | بابا بحبك            |
| 10          | أمجد هواش              | فلسطين   | على عيني            | أن تدخلني ربي الجنة  | —                    | —                    |

## كنز الموسم الرابع (كنز 4)
| المركز | اسم المتسابق/المتسابقة | البلد    | رقم التقييم |
| ------ | ---------------------- | -------- | ----------- |
| 1      | مؤمن الجناني           | لبنان    | 1           |
| 2      | باسل العدوان           | الأردن   | 6           |
| 3      | ياسين الرجب            | سوريا    | 3           |
| 4      | زينب المكحل            | لبنان    | 2           |
| 5      | إكرام حمدنا            | المغرب   | 7           |
| 6      | هاجر الزرهودي          | المغرب   | 9           |
| 7      | سلسبيل الأمين          | المغرب   | 8           |
| 8      | يوسف نحاس              | سوريا    | 10          |
| 9      | عبد الرؤوف العسيري     | السعودية | 4           |
| 10     | شذى الزهراني (انسحاب)  | السعودية | 5           |

- المزيد عن كنز 4

| رقم التقييم | الاسم                 | البلد    | أغنية البرايم الأول | أغنية البرايم الثاني | أغنية البرايم الثالث | أغنية البرايم الرابع | أغنية البرايم الخامس | أغنية البرايم السادس |
| ----------- | --------------------- | -------- | ------------------- | -------------------- | -------------------- | -------------------- | -------------------- | -------------------- |
| 1           | مؤمن الجناني          | لبنان    | صوت الآذان          | صباح الفل            | أن تدخلني ربي الجنة  | حنصلي في الأقصى      | مدينة                | قلبي ينادي           |
| 2           | زينب المكحل           | لبنان    | صدى صوتك            | قلبي ينادي           | بنحييه               | عيوني تشتاقلو        | شيل الهم             | يا طيبة              |
| 3           | ياسين الرجب           | سوريا    | يا مستجيب للداعي    | راجع يا بلاد         | هذا نجم              | لما نستشهد           | لكي منا السلام       | أمي                  |
| 4           | عبد الرؤوف العسيري    | السعودية | رحماك               | —                    | —                    | —                    | —                    | —                    |
| 5           | شذى الزهراني (انسحاب) | السعودية | —                   | —                    | —                    | —                    | —                    | —                    |
| 6           | باسل العدوان          | الأردن   | طبعا بنحبك يا أردن  | يا دلي               | يا طير الطاير        | بالسلامة             | بنحبك يا وطنا        | يا ريتني طيارة       |
| 7           | إكرام حمدنا           | المغرب   | رح ترجعي سوريا      | بالسلامة             | صلى الله على محمد    | ركب الموج            | بنحبا فلسطين         | —                    |
| 8           | سلسبيل الأمين         | المغرب   | بنحبا فلسطين        | وكبرنا يا أمي        | أنا مالي فيهاش       | —                    | —                    | —                    |
| 9           | هاجر الزرهودي         | المغرب   | المغرب              | يا قارئ القرآن       | بكرة دوام            | آخر النهار           | —                    | —                    |
| 10          | يوسف نحاس             | سوريا    | طلع البدر علينا     | رح ترجعي سوريا       | —                    | —                    | —                    | —                    |